# Mesophyllum
Mesophyllum Marie Lemoine, 1928  é o nome botânico  de um gênero de algas vermelhas pluricelulares da família Hapalidiaceae, subfamília Melobesioideae.

## Sinonímia
- Polyporolithon L.R. Mason, 1953
- Stereophyllum Heydrich, 1904

## Espécies
Atualmente apresenta 46 espécies taxonicamente válidas, entre elas:
- Mesophyllum lichenoides (J. Ellis) Marie Lemoine, 1928
- Lista de espécies do gênero Mesophyllum